# Stazione di Alfedena-Scontrone
La stazione di Alfedena-Scontrone è una fermata ferroviaria della ferrovia Sulmona-Isernia a servizio dei comuni di Alfedena e di Scontrone.

## Storia
Già stazione, venne trasformata in fermata impresenziata il 25 novembre 1993.

## Strutture e impianti

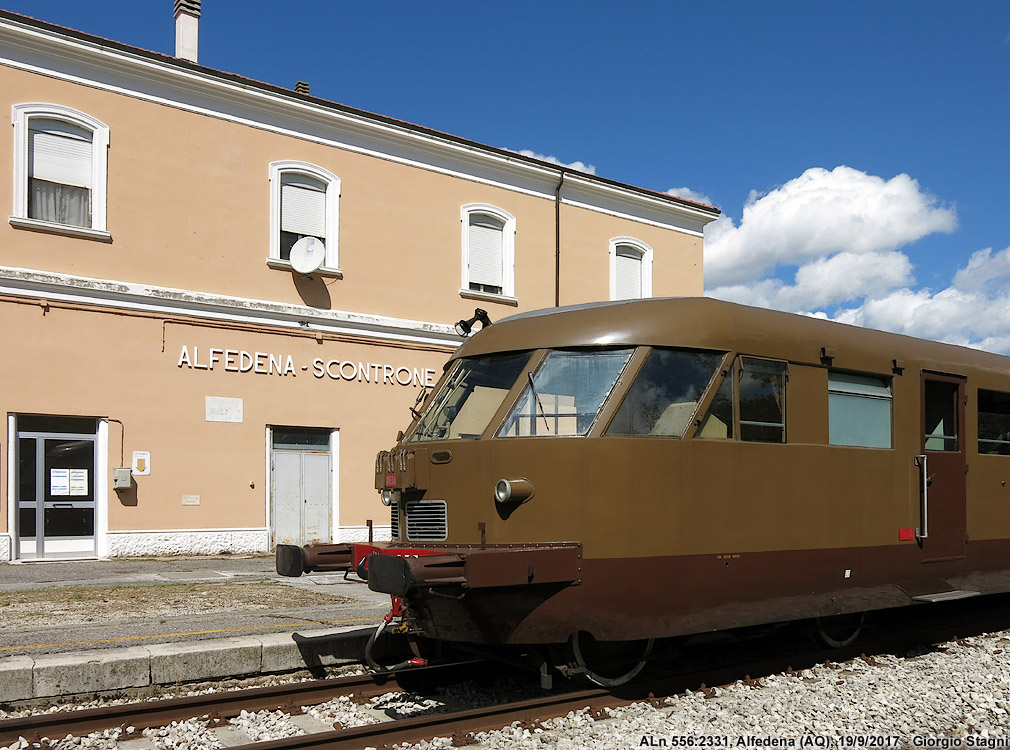
Stazione di Alfedena-Scontrone con l'automotrice ALn 556.2331 in occasione del 120º anniversario dell'inaugurazione della ferrovia Sulmona-Isernia

La fermata, in passato stazione, dispone di un fabbricato viaggiatori e di due banchine, ma solo la seconda serve il binario di corsa. In passato infatti vi era anche un primo binario, diramato da quello di corretto tracciato. La due banchine sono collegate tramite un sovrappasso in cemento.
Nella fermata è presente anche uno scalo merci, non più utilizzato, composto da un magazzino merci, un piano caricatore, un'ampia area dietro a questi ultimi ed un binario tronco che permetteva l'accesso allo scalo. Quest'ultimo è stato smantellato e ne rimane solo il paraurti.
La fermata è gestita da Rete Ferroviaria Italiana, che la colloca nella categoria "Bronze".

## Movimento
Al 2007, l'impianto risultava frequentato da un traffico giornaliero medio di 8,5 persone. Durante il 2011 la fermata era servita da due coppie di corse della relazione Sulmona-Castel di Sangro.
L'11 dicembre 2011 il servizio è stato sospeso da Trenitalia, in accordo con la Regione Abruzzo.
Dal 17 maggio 2014 la stazione è servita occasionalmente da treni turistici organizzati dalla Fondazione FS Italiane e dall'associazione Le Rotaie.

## Servizi
- Biglietteria a sportello
- Sala d'attesa